# Georges Millardet
Georges Millardet (* 15. Oktober 1876 in Bordeaux; † 19. September 1953 in Paris) war ein französischer Romanist, Okzitanist und Dialektologe.

## Leben und Werk
Millardet studierte in Bordeaux als Schüler von Édouard Bourciez und bestand 1902 die Agrégation de grammaire. Er war zuerst Gymnasiallehrer. 1910  habilitierte er sich in Paris mit den beiden Thèses Étude de dialectologie landaise (erschienen in 2 Bänden u. d. T. Petit atlas linguistique d'une région des Landes. Contribution à la dialectologie gasconne, Toulouse 1910, und Études de dialectologie landaise Le développement des phonèmes additionnels, Toulouse 1910, New York 1971), sowie (Hrsg.) Recueil de textes des anciens dialectes landais (Paris 1910). Millardet lehrte ab 1911 an der Universität Montpellier, von 1933 bis 1947 an der Sorbonne.

## Weitere Werke
- Linguistique et dialectologie romanes. Problèmes et méthodes, Paris 1923, Genf 1977
- (Hrsg.) Le Roman de Flamenca, Poitiers 1934, Paris 1937